# 小行星8349
小行星8349（英語：8349）是一颗围绕太阳公转的小行星。1988年2月19日，Y. Oshima在静冈县发现了此天体。
这颗小行星的绝对星等为51.35504等。